# Park de Gagel
Park de Gagel is een park in de wijk Overvecht in de stad Utrecht. De naam komt van het nabijgelegen Fort De Gagel. Het park wordt omsloten door de Gangesdreef, Carnegiedreef, Gambiadreef
Toen in 1970 de Jaarbeurs aan het Vredenburg werd afgebroken, is het puin op deze locatie gestort, waarmee een kunstmatige heuvel in het park is gecreëerd. De grond van de rest van het park komt van graafwerkzaamheden toen de wijk Overvecht werd gebouwd. Omdat deze grond zeer vruchtbaar is, zijn de bomen in het park groter dan die in de wijk zelf.
Midden in het park ligt een water, en in Stadsboerderij Gagelsteede dat als Natuur- en Milieueducatief Centrum dienstdoet.
Amaliapark · Park De Balije · Park Bloeyendael · Park de Gagel · Griftpark · Hogelandsepark · Park Hoge Weide · Julianapark · Klokkenveld · Kromme Rijnpark · Majellapark · Máximapark · Moreelsepark · Park Nieuweroord · Niftarlakepark · Noorderpark · Nynkeplantsoen · Oorsprongpark · Park Oosterspoorbaan · Oranjepark · Park De Groene Kop · Park Leeuwesteyn · Park Oog in Al · Park Transwijk · Rosarium (Oudwijk) · Sterrenbos · Park Tivoli · Van Heukelompark · Vechtzoompark · Park Voorn · Park de Watertoren · Wilhelminapark · Willem Alexanderpark · Zocherpark